# Ronke Akanbi
Ronke Akanbi (* 28. November 2004) ist eine nigerianische Leichtathletin, die im Langstrecken- und Hindernislauf an den Start geht.

## Sportliche Laufbahn
Erste internationale Erfahrungen sammelte Ronke Akanbi im Jahr 2023, als sie bei den U20-Afrikameisterschaften in Ndola in 9:51,1 min den siebten Platz im 3000-Meter-Lauf belegte und über 1500 Meter mit 4:58,79 min auf Rang elf gelangte. Im Jahr darauf belegte sie bei den Afrikaspielen in Accra in 10:55,59 min den achten Platz im Hindernislauf und gelangte im 1500-Meter-Lauf mit 4:25,42 min auf Rang neun.
2022 wurde Akanbi nigerianische Meisterin im 5000-Meter-Lauf.

## Persönliche Bestzeiten
- 1500 Meter: 4:20,73 min, 17. Februar 2024 in Asaba
- 3000 Meter: 9:24,85 min, 15. Juni 2023 in Benin City
- 5000 Meter: 16:36,00 min, 19. Februar 2023 in Lagos
- 3000 m Hindernis: 10:22,85 min, 18. Februar 2024 in Asaba